# Арановский, Евгений Анатольевич
Евге́ний Анато́льевич Арано́вский (укр. Євген Анатолійович Арановський; род. 13 октября 1976, Киев) — украинский футбольный арбитр ФИФА (с 2011 года).

## Биография
В 1995 году стал обслуживать матчи региональных любительских соревнований. С 1997 года был арбитром чемпионата Украины среди любительских клубов. В 2000 году стал арбитром украинской второй лиги, а через 5 лет, с 2005 года, стал арбитром украинской первой лиги, в которой проработал 4 года. Матчи украинской премьер-лиги начал обслуживать с 2009 года. В 2011 году стал арбитром ФИФА. Обслуживал финальный матч кубка Украины по футболу 2012/13 гг. между донецким «Шахтёром» и одесским «Черноморцем», а также финал кубка Украины 2015/16 гг. между «Шахтёром» и луганской «Зарёй».

## Семья
В семье Арановских футбольными арбитрами также являлись его дед Леонид, отец Анатолий и брат Виктор